# Temple de Jerusalem

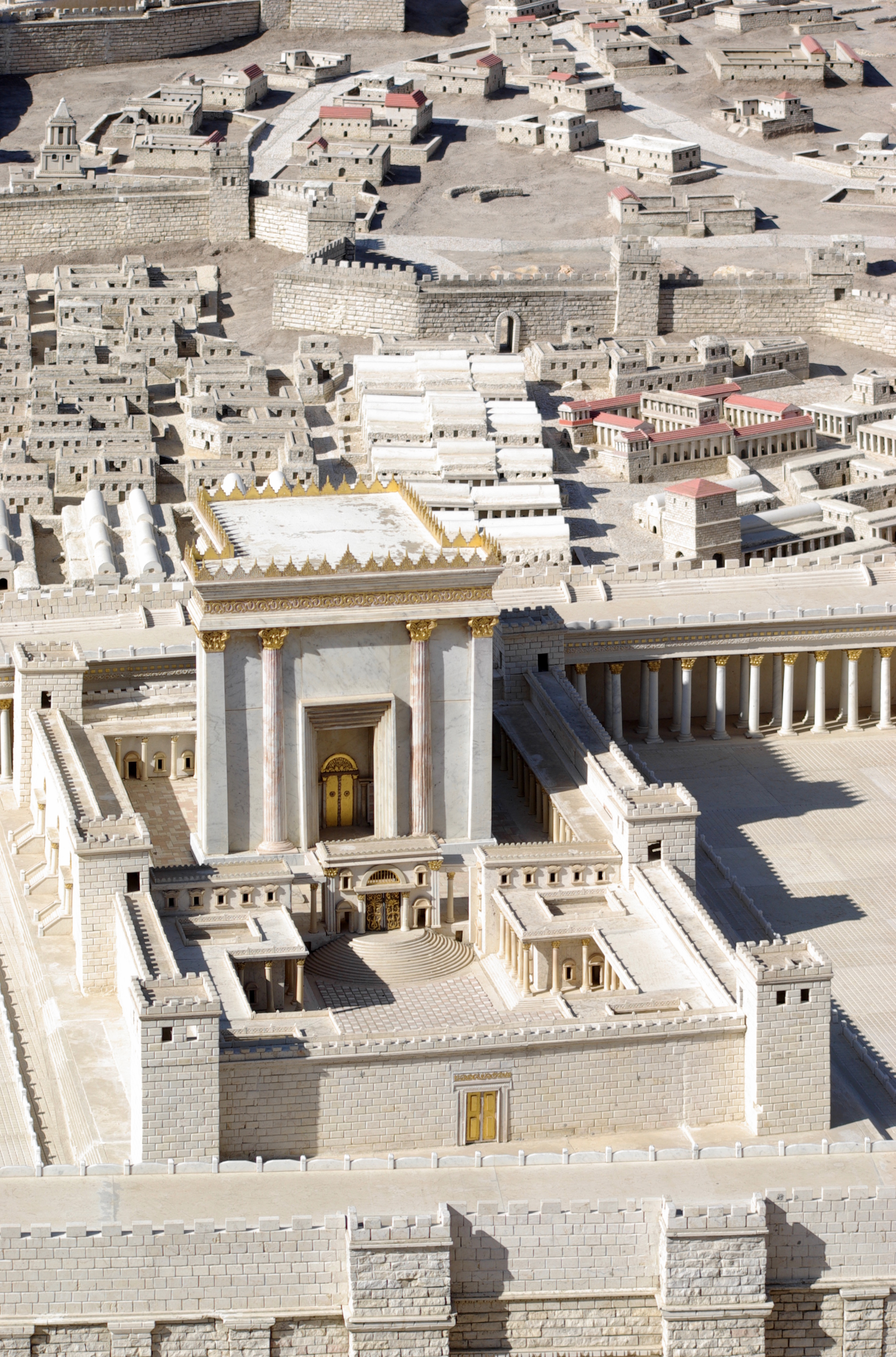
Maqueta del segon temple de Jerusalem.

Dibuix del Temple segons la visió d'Ezequiel.

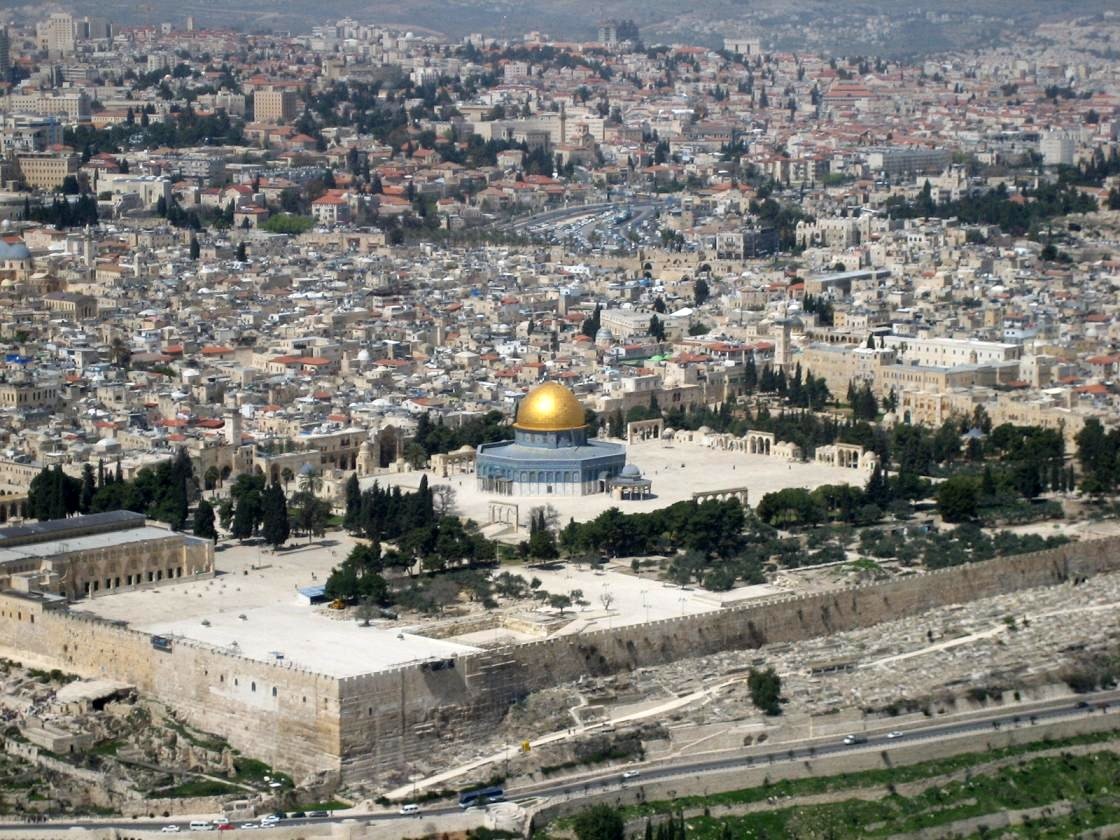
Mont del Temple

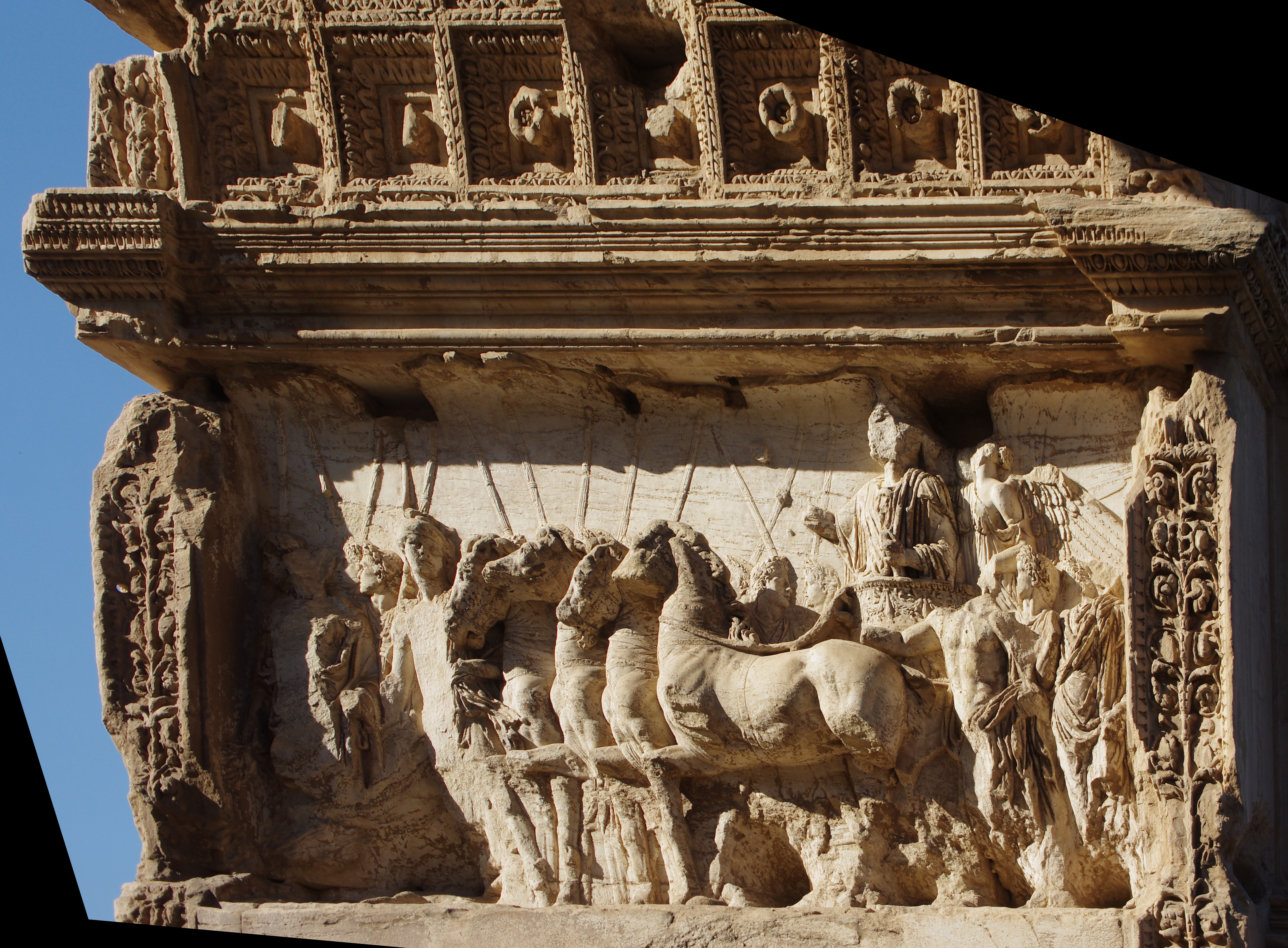
Arc de Titus: Triomf de l'emperador Titus a la quadriga, acompanyat de la deessa de la Victòria Alada.

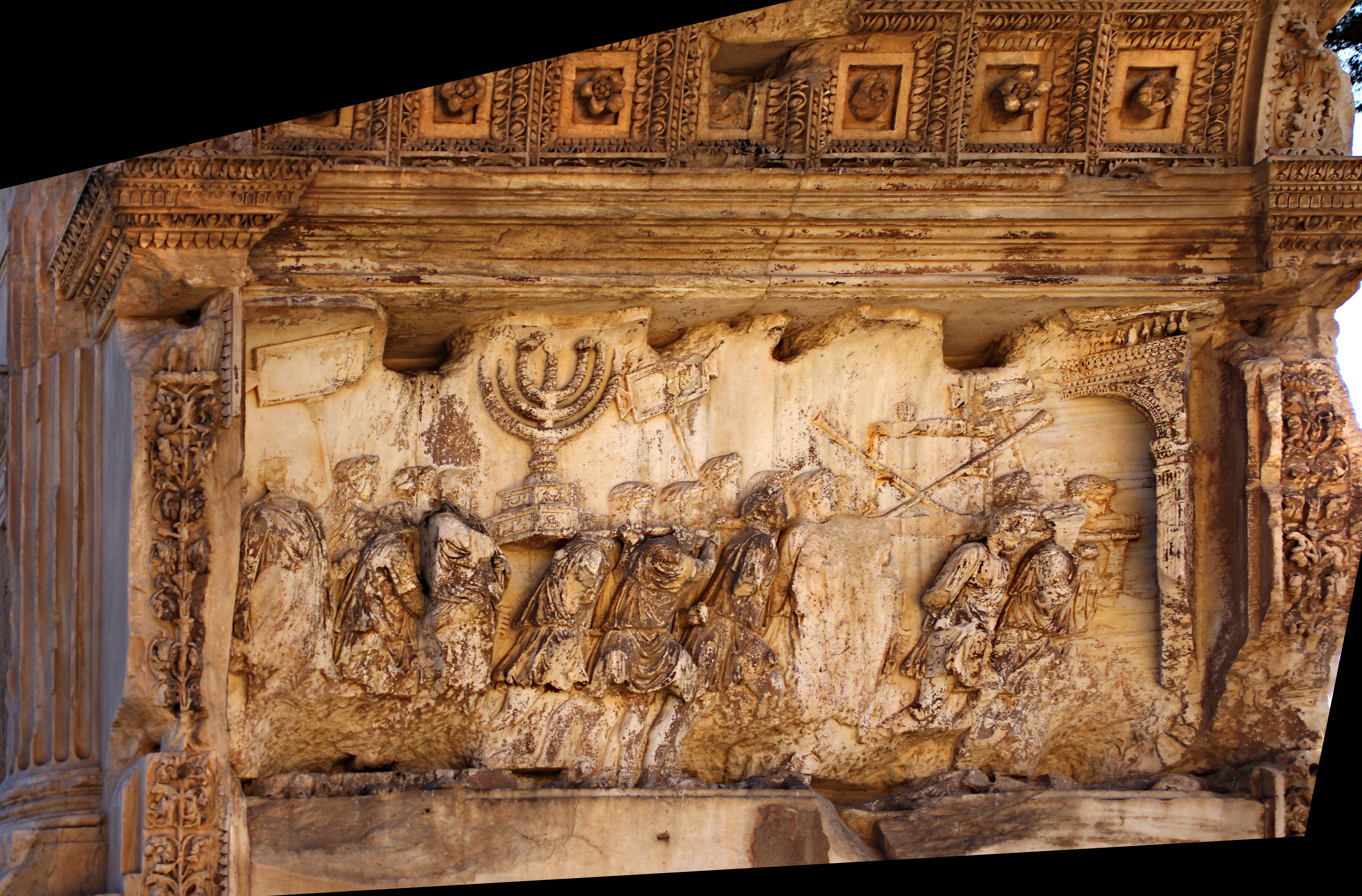
Arc de Titus: Trofeus del saqueig del Temple de Jerusalem (menorah, un fanal de set braços, la taula de pa amb els vasos sagrats, les trompetes de plata), les tauletes enumeren els objectes robats i les ciutats conquerides.

El Temple de Jerusalem fou un santuari del poble d'Israel, situat a l'esplanada del mont Morià, a la ciutat de Jerusalem, on actualment hi ha les mesquites de La Roca i d'Al-Aqsa.

## El primer temple
Segons l'Antic Testament, el primer temple o Temple de Salomó es construeix en el segle x aC (aproximadament en la dècada del 960 aC), per substituir el Tabernacle que durant segles, des de l'Èxode, s'utilitzava com a lloc de reunió i de culte a Jehovà. El temple el formaven un gran pati murallat i un edifici central de 30 metres de llarg per 10 d'ample i 10 d'alçada. En la construcció participaren artesans de Tir i d'Hiram.
A l'entrada del temple hi havia dues columnes, anomenades Jaquín i Bóaz. Els sacerdots i el rei entraven al temple per una gran porta xapada d'or, d'aproximadament 10 metres d'alt per 4 d'ample. Darrere la porta es trobava el vestíbul d'entrada, l'Ulam. Després seguia l'estança principal, el Hekhal o Sagrat, il·luminat a través d'unes finestres altes. L'amplada i longitud guardaven una proporció d'1:2. Les parets del Sagrat es cobriren amb làmines de cedre, portades de les muntanyes del Líban; del mateix material eren les bigues del forjat.
La tercera cambra, el Santíssim (o sancta sanctorum), es trobava a un nivell més alt que el Hekhal, i tan sols s'hi podia accedir pujant per una escala. El Santíssim tenia la forma d'un cub d'aproximadament 10x10x10 metres, i al centre s'hi col·locà l'Arca de l'Aliança. Aquesta era una gran caixa, feta de fusta d'acàcia, coberta de planxes d'or i amb quatre anelles on es posaven dues vares per transportar-la. Dins de l'Arca es guardaven les Taules de la Llei, que, segons la Bíblia, Déu donà a Moisès. En aquestes taules hi havia gravats els Deu Manaments.
Després de la mort del rei Salomó, el temple patí diverses profanacions, no sols a causa de les invasions sinó amb la introducció de deïtats siriofenícies, com a l'època de Manassès, que va dividir el temple en diverses seccions per honrar diferents déus, i només es restaurà durant els regnats d'Ezequies i Josies. Finalment fou destruït el 587 aC pel rei babilònic Nabucodonosor II, que ocupà la ciutat el 597 aC, i que portà captius una gran part dels habitants del regne de Judà a terres caldees.

## El segon temple
Després del captiveri de Babilònia el 517 aC, els perses autoritzaren els jueus a reconstruir el temple. Tot i els problemes polítics i ètnics, Zorobabel liderà l'obra de reconstrucció i els tresors retornaren al temple. Tanmateix, aquest no tornà a gaudir de l'anterior fastuositat.
Amb les influències hel·lenístiques posteriors a Alexandre Magne, el temple entrà en risc de ser profanat per aquestes influències fins que Antíoc IV Epifanies prengué Jerusalem i el seu temple per posar-hi una estàtua del déu grec Zeus. Això portà a la revolta dels Macabeus liderada per Judes Macabeu, fins que es tornà la llibertat al país i es restaurà el temple a mitjan 150 aC.
Amb l'arribada dels romans a mans de Pompeu Magne, el temple estigué novament amenaçat de profanació, fins que l'any 21 aC el rei Herodes el Gran decidí restaurar-lo respectant la planta física de l'edifici, ampliant els patis i afegint els murs exteriors amb vuit entrades. El mur que actualment queda és l'occidental o Mur de les Lamentacions. Posteriorment s'afegí al nord la cèlebre Torre Antònia, fortalesa militar de construcció romana, i al sud un edifici destinat a la purificació dels sacerdots.
Després de la restauració, el temple no va sobreviure durant gaire més temps a causa de la rebel·lió dels zelotes, que portà a la Primera Guerra Judeoromana amb l'Imperi Romà i que culminaria amb la destrucció de la ciutat i del temple l'any 70 per les legions de Tit Flavi Sabí Vespasià.
Després de la destrucció s'intentà reconstruir el temple, però aquesta vegada per convertir-lo en temple de Júpiter, fet que provocà una nova rebel·lió l'any 132-135 que va ser reprimida amb severitat i provocà la prohibició de viure a Jerusalem als jueus, la qual prohibició va durar fins al segle vii, en temps de l'Imperi Romà d'Orient.
Totes les branques del judaisme ortodox creuen en la reconstrucció del temple en l'era messiànica. Avui dia existeixen grups a Israel com els denominats Neemane Har Habayit o fidels del mont del temple, que volen reconstruir el temple.

## Sacerdots
Segons la Bíblia, Déu trià a una de les dotze tribus, la de Leví, representada per Aaron, germà de Moisès, per a dedicar-se a cuidar de l'Arca de l'Aliança i del culte a la divinitat. El mateix Aaron seria el primer sacerdot hebreu. La dita responsabilitat seria hereditària i passaria de generació en generació. D'entre els sacerdots, el cap de la casa d'Aaron (el seu primogènit, a qui seguiria el seu primogènit) seria el summe sacerdot, és a dir, el màxim representant de la tribu de Leví per a conduir el culte. Aquesta organització sacerdotal que ve de la primera religió monoteista del món, aconseguiria la seva esplendor durant els regnats de David i Salomó els quals construirien el temple de Jerusalem. La ruptura de la successió levítica, especialment de l'elecció del summe sacerdot, el qual tindria una figura política tan forta com la del rei d'Israel, portaria seriosos conflictes. Cap al segle ii aC (any 152 aC), l'elecció de Jonatan del llinatge Macabeu, però no levític, com a summe sacerdot, crearia la secessió de la comunitat essenia de Qumram i la completa enemistat del partit dels fariseus.
Els sacerdots rebien del poble jueu:
- El delme regular
- El preu per als primogènits
- El pa de la proposició
- Les primícies del gra i del vi

Els deures dels sacerdots en el santuari eren: 
- Degollar els animals que portava el poble i ruixar-ne la sang sobre l'altar,
- Tallar els animals sacrificats,
- Mantenir viu el foc i coure la carn,
- Cremar encens sobre l'altar d'or.

Per ser sacerdot calia ser descendent d'Aaron i no tenir malformacions físiques.
Per servir en el temple havien de rentar-se les mans i els peus, no beure vi ni licors, no tenir conducta immoral i no estar contaminat per la mort d'un parent.

## Santíssim
Era la sala més sagrada del temple. Només el summe sacerdot en el "Dia d'Expiació" podia traspassar la cortina que separava el Sant del Santíssim. Hi entrava tres cops, el primer amb l'encens de l'altar, el segon cop amb la sang del toro com ofrena pel pecat per la tribu sacerdotal, i finalment entrava amb la sang del cabró com ofrena pel pecat del poble. Dins del Santíssim el summe sacerdot esquitxava la sang dels animals en el terra davant de l'Arca.

## Culte a Baal i Astarte
A part del culte a Jehovà, la Bíblia esmenta, que al temple de Jerusalem s'havia practicat veneració a altres divinitats. Així:
«El rei (Josies) va ordenar al gran sacerdot Helquies […] que traguessin del santuari de Jahvè tots els objectes dedicats al culte de Baal, d'Astarte… i els que oferien perfums a Baal, al sol, a la lluna, als planetes i a tota l'estelada... dins del Temple de Jahvè, on les dones teixien mantells per a Astarte»(2 Reis 23:4-7).
Seguidament diu: «El rei enderrocà també els altars que els reis de Judà havien fet... Els altars que Manasés havia erigit als dos atris del temple de Jahvè... que Salomó, rei d'Israel, havia construït a Astarte...» (2 Reis 23:12-13).
De Salomó a Josies comprèn un període d'aproximadament 360 anys de culte a déus considerats posteriorment com a pagans o falsos déus.
El culte d'aquest déus serà substituït pel culte monoteista a Jahvè. També es prohibirà l'accés dels estrangers i de les dones al recinte principal del temple.

## Jaquín i Boaz
Jaquín i Bóaz eren dos pilars de bronze situats al porxo o entrada del temple.(1 Reis 7:15; 07:21, 2 Reis 11:14; 23:3)</ Bóaz era a l'esquerra (al nord) i Jaquín a la dreta (al sud). La Bíblia registra les seves mesures com de 27 m d'alt per 6 m de perímetre.
Els dos pilars tenien els seus paral·lels no només a Tir, sinó també a Biblos, Paphos, i Telloh. A Egipte, els obeliscs expressen la mateixa idea. Per alguns són símbols fàl·lics, emblemes de la supervivència o benestar dels primitius llinatges semites. Altres els veuen com una part de l'ornamentació de l'edifici. La seva part superior estava coronada amb ornaments lluminosos, WR Smith suposa que poden haver estat utilitzades com altars de foc. Això suposa que contenien torxes per cremar el greix.